# Jean-Baptiste Levrey
Jean-Baptiste Levrey est un homme politique français né le 21 janvier 1839 à Lure (Haute-Saône) et décédé le 26 avril 1908 à Arpenans (Haute-Saône).
Médecin à Lure, il est député de la Haute-Saône de 1885 à 1889, siégeant sur les bancs opportunistes. Il est sénateur de la Haute-Saône de 1891 à 1900. En 1897, il fait l'objet d'une demande de levée d'immunité parlementaire en lien avec l'affaire de Panama.

## Sources
- « Jean-Baptiste Levrey », dans Adolphe Robert et Gaston Cougny, Dictionnaire des parlementaires français, Edgar Bourloton, 1889-1891 [détail de l’édition]
- « Jean-Baptiste Levrey », dans le Dictionnaire des parlementaires français (1889-1940), sous la direction de Jean Jolly, PUF, 1960 [détail de l’édition]